# Gauliga Ostpreußen 1938/39
De Gauliga Ostpreußen 1938/39 was het zesde voetbalkampioenschap van de Gauliga Ostpreußen.
Voor het eerst werd de competitie in één reeks gespeeld. De acht clubs die zich vorig jaar voor de Gauliga geplaatst hadden, plus twee clubs uit de eindronde van de derde plaatsen uit de Bezirksklassen mochten deelnemen. Hindenburg Allenstein werd kampioen en plaatste zich voor de eindronde om de Duitse landstitel, waar de club in de groepsfase uitgeschakeld werd. 
Na dit seizoen werd Gedania Danzig gedwongen ontbonden door de overheid omdat het een club was van de Poolse minderheid in Danzig. 

## Eindstand
| Plaats | Club                          | Wed. | W  | G | V  | Saldo | Ptn.  |
| ------ | ----------------------------- | ---- | -- | - | -- | ----- | ----- |
| 1.     | MSV Hindenburg Allenstein     | 18   | 15 | 3 | 0  | 68:21 | 33:3  |
| 2.     | SV Masovia Lyck               | 18   | 10 | 2 | 6  | 49:32 | 22:14 |
| 3.     | BuEV Danzig                   | 18   | 9  | 3 | 6  | 36:26 | 21:15 |
| 4.     | Polizei SV Danzig             | 18   | 7  | 3 | 8  | 36:47 | 17:19 |
| 5.     | KS Gedania Danzig             | 18   | 6  | 4 | 8  | 39:57 | 16:20 |
| 6.     | VfB Königsberg                | 18   | 6  | 3 | 9  | 41:45 | 15:21 |
| 7.     | MSV von der Goltz Tilsit      | 18   | 7  | 1 | 10 | 31:51 | 15:21 |
| 8.     | SV Prussia-Samland Königsberg | 18   | 6  | 2 | 10 | 31:39 | 14:22 |
| 9.     | MSV Yorck Boyen Insterburg    | 18   | 4  | 6 | 8  | 31:39 | 14:22 |
| 10.    | Rasensport-Preußen Königsberg | 18   | 6  | 1 | 11 | 46:51 | 13:23 |

|  | Kampioen                                               |
|  | Gedania Danzig werd na dit seizoen verplicht ontbonden |
|  | Degradatie                                             |

Play-off tweede degradant
Aangezien Gedania Danzig ontbonden werd bleef Yorck Boyen de degradatie uiteindelijk gespaard. 
|              |                               |       |                            |  |
| 11 juni 1939 | SV Prussia-Samland Königsberg | 4 – 1 | MSV Yorck Boyen Insterburg |  |
| 11 juni 1939 |                               |       |                            |  |